# 28 février aux Jeux olympiques de 2010
Le dimanche 28 février aux Jeux olympiques d'hiver de 2010 est le dix-septième jour de compétition.

## Programme
| Heure UTC-8 (Vancouver)                       |               |
| bleu                                          | Cérémonie     |
| neutre                                        | Épreuve       |
| or                                            | Finale        |
| orange                                        | Petite finale |
| rose                                          | Reporté       |
| gris                                          | Annulé        |
| Compétition masculine                         | Hommes        |
| Compétition féminine                          | Femmes        |
| Compétition mixte (hommes et femmes mélangés) | Mixte         |
| Compétition en couple (1 homme et 1 femme)    | Couple        |
| modifier                                      |               |

| Horaire | Discipline Spécialité | Discipline Spécialité   | Discipline Spécialité | Phase     | Résultats | Références |
| ------- | --------------------- | ----------------------- | --------------------- | --------- | --------- | ---------- |
| 9:30    |                       | Ski de fond 50 km       | Compétition hommes    | Finale    | -         | -          |
| 12:15   |                       | Hockey sur glace Finale | Compétition hommes    | Finale    | 2 - 3     | -          |
| 17:30   |                       | Cérémonie de clôture    | -                     | Cérémonie | -         | -          |

## Médailles du jour
| Rang  | Nation     | Or | Argent | Bronze | Total |
| ----- | ---------- | -- | ------ | ------ | ----- |
| 1     | Canada     | 1  | 0      | 0      | 1     |
| 1     | Norvège    | 1  | 0      | 0      | 1     |
| 3     | Allemagne  | 0  | 1      | 0      | 1     |
| 3     | États-Unis | 0  | 1      | 0      | 1     |
| 5     | Suède      | 0  | 0      | 1      | 1     |
| Total | Total      | 2  | 2      | 1      | 5     |